# Clematis satomiana
Clematis satomiana är en ranunkelväxtart som beskrevs av Yuichi Kadota. Clematis satomiana ingår i släktet klematisar, och familjen ranunkelväxter. Inga underarter finns listade i Catalogue of Life.